# Groupe parfait
En théorie des groupes (mathématiques), un groupe est dit parfait s'il est égal à son dérivé.

## Exemples et contre-exemples
Dans ce qui suit, le dérivé d'un groupe G sera noté D(G).
- Si un groupe G est parfait, l'image de G par un homomorphisme est un groupe parfait. En particulier, tout groupe quotient d'un groupe parfait est parfait.
En effet, si f est un homomorphisme d'un groupe G (quelconque) dans un autre groupe, on a toujours D(f(G)) = f(D(G)).
- Si un groupe parfait G est sous-groupe d'un groupe H, il est contenu dans le dérivé de H.
En effet, si un groupe G (quelconque) est sous-groupe de H, D(G) est contenu dans D(H). Si, de plus, G est parfait, ceci revient à dire que G est contenu dans D(H).
- Tout groupe simple non commutatif est parfait.
En effet, le groupe dérivé d'un groupe G est un sous-groupe normal de G, donc si G est simple, son dérivé D(G) doit être réduit à 1 ou égal à G. Puisque G est supposé non commutatif, D(G) n'est pas réduit à 1, donc D(G) = G.
- De plus, dans un groupe fini simple non commutatif, tout élément est un commutateur. La démonstration de ce théorème, conjecturé par Øystein Ore en 1951, a été achevée en 2010[1].
- L'essentiel de cet article de 1951 d'Øystein Ore était consacré à démontrer que dans le groupe symétrique infini Sℕ aussi, tout élément est un commutateur[2].
- Un groupe résoluble non réduit à l'élément neutre n'est pas parfait.
En effet, si G est un groupe parfait, la suite dérivée de G, c'est-à-dire la suite G, D(G), D(D(G)), ... plafonne à G, donc si, de plus, G n'est pas réduit à l'élément neutre, cette suite ne prend pas la valeur 1, donc G n'est pas résoluble.
- Aucun groupe G tel que 1 < |G| < 60 n'est parfait.
En effet, un tel groupe est résoluble[3], d'où la conclusion par le point précédent.
- Soient K un corps commutatif et n un nombre naturel. Sauf dans le cas où n est égal à 2 et |K| à 2 ou à 3, le groupe spécial linéaire SL(n, K) est parfait[4].
- Un groupe parfait non réduit à l'élément neutre n'est pas forcément simple.
En effet, on sait[5] que si K est un corps commutatif et n un nombre naturel, le centre SZ(n, K) de SL(n, K) est formé par les matrices scalaires de déterminant 1. Si n > 1, ce centre n'est pas SL(n, K) tout entier : considérer par exemple une matrice triangulaire distincte de la matrice identité mais dont tous les coefficients diagonaux sont égaux à 1 ; une telle matrice appartient à SL(n, K) mais non à SZ(n, K). Si, de plus, il existe un élément a de K distinct de 1 tel que an = 1 (ce qui est le cas si n divise |K| – 1), alors la matrice scalaire de coefficients diagonaux égaux à a appartient au centre SZ(n, K) et est distincte de la matrice identité, donc le centre SZ(n, K) de SL(n, K) n'est pas réduit à l'élément neutre. Ainsi, dans le cas considéré, SZ(n, K) est un sous-groupe normal de SL(n, K) qui n'est ni réduit à l'élément neutre ni égal à SL(n, K) tout entier, donc SL(n, K) n'est pas simple. Pourtant, d'après le point précédent, SL(n, K) peut être parfait dans le cas considéré. Par exemple, SL(2, 5) = SL(2, F5) (où F5 désigne « le » corps à 5 éléments) est parfait et non simple.
- Soient K un corps commutatif et n un nombre naturel non nul. Le groupe linéaire GL(n, K) n'est parfait que dans le cas où |K| = 2 et n ≠ 2.
En effet, D(GL(n, K)) ⊂ SL(n, K) (par exemple parce que l'application M ↦ det(M) de G dans le groupe multiplicatif de K qui applique M sur son déterminant est un homomorphisme arrivant dans un groupe commutatif, de sorte que son noyau contient D(GL(n, K)). (On a vu, d'ailleurs, que, dans la plupart des cas, SL(n, K) est parfait, ce qui entraîne SL(n, K) ⊂ D(GL(n, K)), d'où, dans la plupart des cas, D(GL(n, K)) = SL(n, K).) Si |K| > 2, alors SL(n, K) ⊊ GL(n, K), donc GL(n, K) n'est pas parfait. Si maintenant K est « le » corps à 2 éléments F2, alors GL(n, K) = SL(n, K) donc, d'après le point précédent, GL(n, F2) est parfait si et seulement si n est distinct de 2.
- Il existe des groupes parfaits finis dont la « largeur de commutateurs » (le plus petit n tel que tout élément du groupe soit produit de n commutateurs) est arbitrairement grande[6], et des groupes parfaits de type fini de « largeur » infinie[7].
- Toute somme directe de groupes parfaits est un groupe parfait mais on construit facilement, grâce au point précédent, un produit dénombrable non parfait de groupes parfaits.
- Pour un groupe G vérifiant les deux conditions de chaîne (croissante et décroissante) sur les sous-groupes normaux — en particulier pour un groupe fini[8] — la décomposition de Remak (en) de G (décomposition, unique seulement à automorphisme près, en produit fini de sous-groupes indécomposables) est unique dès que G est parfait[9],[10].

## Lemme de Grün
Otto Grün a énoncé et démontré que si G est un groupe parfait, si Z(G) désigne le centre de G, alors le centre du groupe G/Z(G) est réduit à l'élément neutre.
Première démonstration
Soit G un groupe (que nous ne supposons pas encore parfait).
Pour tous éléments x, y de G, définissons le commutateur [x, y] de x et y comme étant l'élément x−1y−1xy de G.
D'après le théorème de correspondance, il existe un et un seul sous-groupe Z2(G) de G contenant Z(G) tel que le centre de G/Z(G) soit égal à Z2(G)/Z(G). (Le sous-groupe Z2(G) est celui qui vient après Z(G) dans la suite centrale (en) ascendante de G.) On vérifie facilement qu'un élément c de G appartient à Z2(G) si et seulement si, pour tout élément g de G, [g, c] appartient à Z(G).
Étant donné un élément c de Z2(G), nous pouvons donc considérer l'application {\displaystyle f_{c}:g\mapsto [g,c]} de G dans Z(G).
D'autre part, d'après une relation classique entre commutateurs, on a, pour tous éléments x, y, z de G,
(où ty désigne le conjugué y−1ty de t).
Faisons {\displaystyle \ z=c\in Z_{2}(G).} D'après ce qui a été noté plus haut, [x, c] appartient à Z(G), donc {\displaystyle \ [x,c]^{y}=[x,c]}, d'où
Ceci montre que l'application {\displaystyle \ f_{c}:g\mapsto [g,c]} de G dans Z(G) est un homomorphisme de G dans Z(G). Comme le groupe d'arrivée est commutatif, D(G) est contenu dans le noyau de {\displaystyle \ f_{c}}, autrement dit, tout élément de D(G) commute avec c.
Nous avons donc prouvé que, pour tout groupe G, tout élément de Z2(G) commute avec tout élément de D(G). Si maintenant G est parfait, notre résultat revient à dire que  tout élément de Z2(G) commute avec tout élément de G, c'est-à-dire que Z2(G) est réduit au centre de G. D'après notre définition de Z2(G), ceci signifie que le centre de G/Z(G) est réduit à l'élément neutre.
Seconde démonstration
Soit G un groupe quelconque.
Nous avons vu que si c est un élément de Z2(G), alors, pour tout élément g de G, [g, c] appartient à Z(G). Il en résulte que [G, Z2(G)] est contenu dans le centre de G, d'où
et
D'après le lemme des trois sous-groupes, ceci entraîne
c'est-à-dire que tout élément de Z2(G) commute avec tout élément de D(G). On conclut comme dans la première démonstration.
Remarque. Le fait que tout élément de Z2(G) commute avec tout élément de D(G) est un cas particulier de la relation suivante entre la suite centrale descendante {\displaystyle (C^{n}(G))_{n\geq 1}} de G et sa suite centrale ascendante {\displaystyle (Z_{n}(G))_{n\geq 0}} (voir l'article Groupe nilpotent) :
si G est un groupe et i, j des entiers naturels non nuls tels que j ≥ i, alors
(Faire i = j = 2 et noter que C2(G) = D(G).)